# Пачетин
Пачетин је насељено место у општини Трпиња, Република Хрватска.

## Историја
Рудолф Хорват у књизи о Срему, пишући о селу Пачетин, наводи извештај краљевске Коморе (латински писан) из 1697., у којем пише да у том селу станују чисти Власи. Хорват у загради појашњава да су тада под именом Власи називани и Срби, а не само они Куцовласи, које су у Срему населили Турци. Хорват наводи и податке, да су житељи Пачетина (1696.), поред осталога, морали и у време косидбе возити сено у Вуковар, за Раце који онде бораве. Тада су сви мушкарци тога села ступили у царску војску као хајдуци. Зато нису дозволили изасланику краљевске Коморе да њихова имена упише у именик кметова, јер се они већ налазе у попису рацких капетана, попут свих суседних хајдука, који станују у другим местима уз Дунав.
Насеље је раније било у саставу некадашње општине Вуковар. Пачетин је 1885. године место у Даљском срезу, са 730 становника. Овде се налази храм Српске православне цркве Св. Николе који датира из половине 18. века.

## Становништво
На попису становништва 2011. године, Пачетин је имао 541 становника.
| Демографија | Демографија | Демографија |
| Година      | Становника  | Становника  |
| ----------- | ----------- | ----------- |
| 1961.       | 983         |             |
| 1971.       | 973         |             |
| 1981.       | 925         |             |
| 1991.       | 851         |             |
| 2001.       | 668         |             |
| 2011.       |             | 541         |

## Попис 1991.
На попису становништва 1991. године, насељено место Пачетин је имало 851 становника, следећег националног састава:
| Попис 1991.‍  | Попис 1991.‍  | Попис 1991.‍ | Попис 1991.‍ | Попис 1991.‍ |
| ------------ | ------------ | ----------- | ----------- | ----------- |
|              |              |             |             |             |
| Срби         | Срби         |             | 753         | 88,48%      |
| Југословени  | Југословени  |             | 59          | 6,93%       |
| Хрвати       | Хрвати       |             | 27          | 3,17%       |
| Муслимани    | Муслимани    |             | 4           | 0,47%       |
| Словенци     | Словенци     |             | 3           | 0,35%       |
| Македонци    | Македонци    |             | 2           | 0,23%       |
| неопредељени | неопредељени |             | 1           | 0,11%       |
| непознато    | непознато    |             | 2           | 0,23%       |
| укупно: 851  |              |             |             |             |

## Спорт
- НК Слога Пачетин, фудбалски клуб
- Шаховски клуб Слога Пачетин

## Познате личности
- Горан Хаџић, бивши председник РСК